# Наскальные рельефы Дацзу
Дацзу (кит. упр. 大足石刻, пиньинь Dàzú Shíkè) — комплекс древних наскальных рельефов VII—X веков. Расположен в чунцинском районе Дацзу. Состоит из 75 охраняемых участков. В общей сложности здесь насчитывается не менее 50 000 статуй буддийской, конфуцианской, даосийской и светской тематики, на которых выбито свыше 100 000 иероглифов, представляющих собой надписи и эпиграфы. Одна из самых известных скульптур — «Нирвана Шакьямуни», изображающая спящего на боку Будду длиной в 31 метр.
С 1961 года рельефы на горах Бэйшань и Баодиншань входят в список памятников Китайской Народной Республики (1-45 и 1-46). В 1999 году комплекс храмов и пещер Дацзу был занесён в список Всемирного наследия ЮНЕСКО как «исключительное воплощение гармоничного синтеза буддизма, даосизма и конфуцианства».

## История
Уезд Дацзу прославился как край резьбы по камню ещё в VII веке. Самые ранние рельефы датируются 650 годом и относятся к началу правления династии Тан. Однако массовое создание скульптур продолжалось с X по XII столетия.
Ещё в конце IX века Вэй Цзюньцзин (кит. упр. 韦君靖, пиньинь Wei Junjing), градоначальник Чанчжоу, первым заказал резчикам по камню вырезать рельефы на горе Бэйшань. Его примеру последовали и другие. Рельефы создавались по заказу как местных дворян, монахов и монахинь, так и простых людей на протяжении правления династии Тан, во время Пяти династий и в период Десяти царств (907—965). В XII веке, во время правления династии Сун, Чжао Чжифэн — монах, придерживавшийся тантрического буддизма, начал работу над сложными скульптурами и рельефами на горе Баодиншань, посвятив 70 лет своей жизни их созданию.
На протяжении многих веков памятник был скрыт от посетителей. Рельефы случайно обнаружили китайские туристы в 1961 году. Иностранные  туристы впервые смогли увидеть памятник только в 1980 году. До 1975 года между городом Дацзу и рельефами не было хорошей дороги. Изоляция помогла сохранить памятник невредимым от массового антирелигиозного вандализма во время культурной революции в Китае.

## Расположение рельефов
- Гора Бэйшань (кит. упр. 北山, пиньинь Bei shan), каменная стена длиной в 300 метров с более чем 10 000 скульптур, из которых большая часть относится к тантрическому буддизму.
- Гора Баодиншань (кит. упр. 宝顶山, пиньинь Baoding shan), в форме подковы на краю оврага с двумя группами скульптур, считающимися шедеврами средневекового китайского искусства. Особого внимания заслуживает изображение Будды «Тысячерукого Авалокитешвары» (на самом деле рук тысяча семь).
- Гора Наньшань (кит. упр. 南山, пиньинь Nan shan), со скульптурами XII века, относящимся, главным образом, к даосской традиции.
- Гора Шичжуаншань (кит. упр. 石篆山, пиньинь Shizhuan shan), со скульптурами конца XI века, относящимися к буддийской, даосской и конфуцианской традиции.
- Гора Шимэньшань (кит. упр. 石门山, пиньинь Shimen shan), со скульптурами первой половины XII века, относящимися к буддийской и даосской традиции.

Наскальные рельефы Дацзу
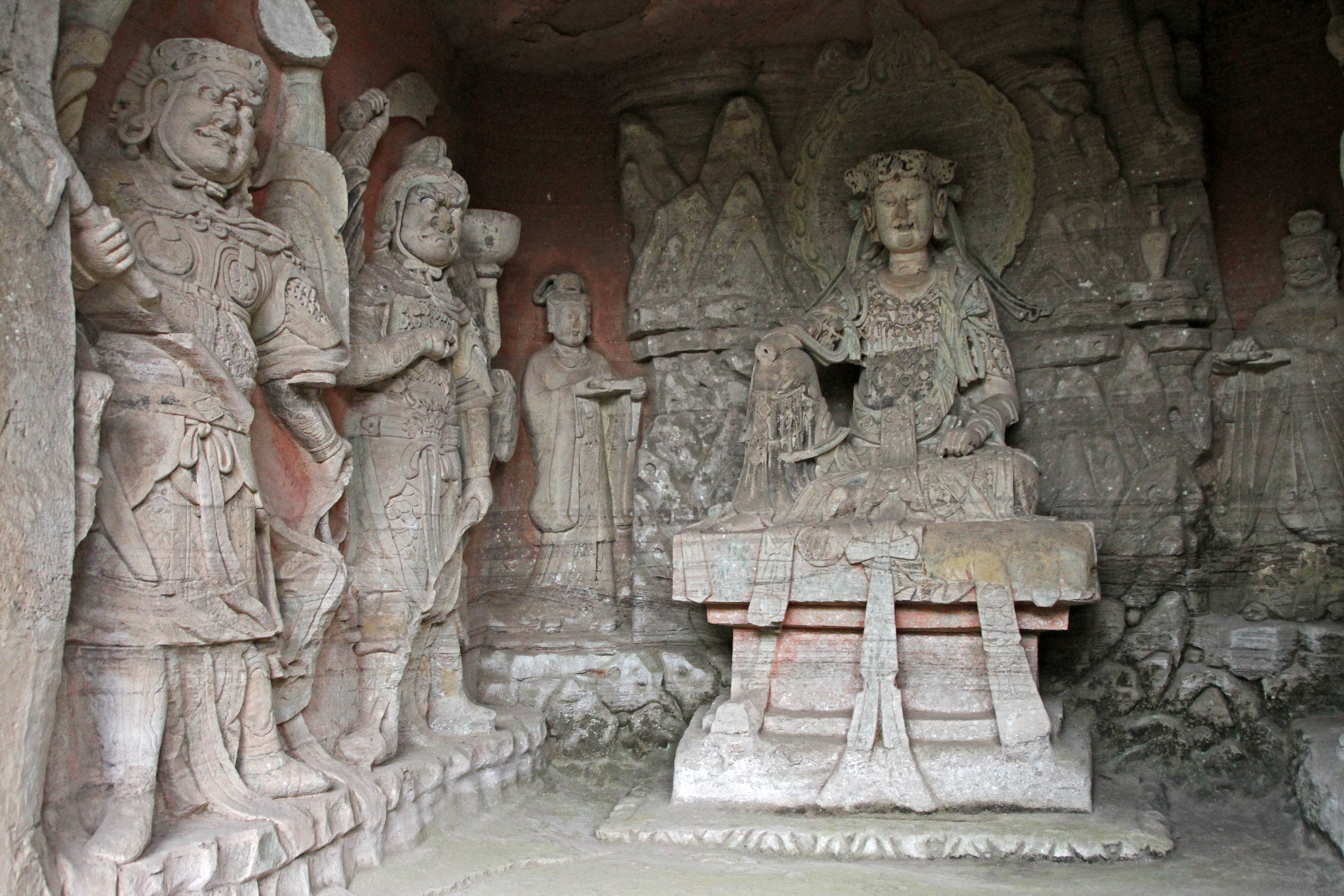
Гора Бэйшань
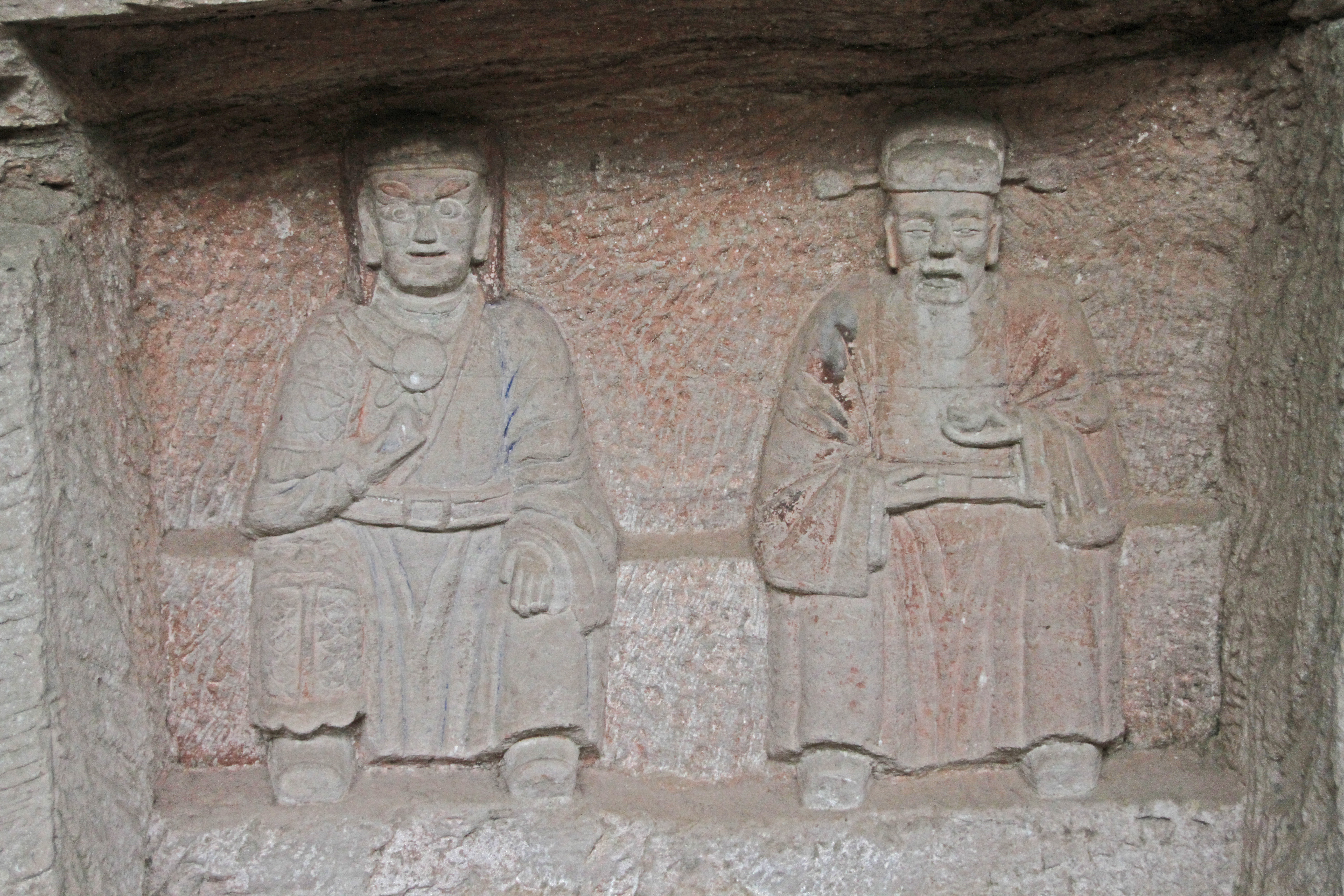
Гора Бэйшань
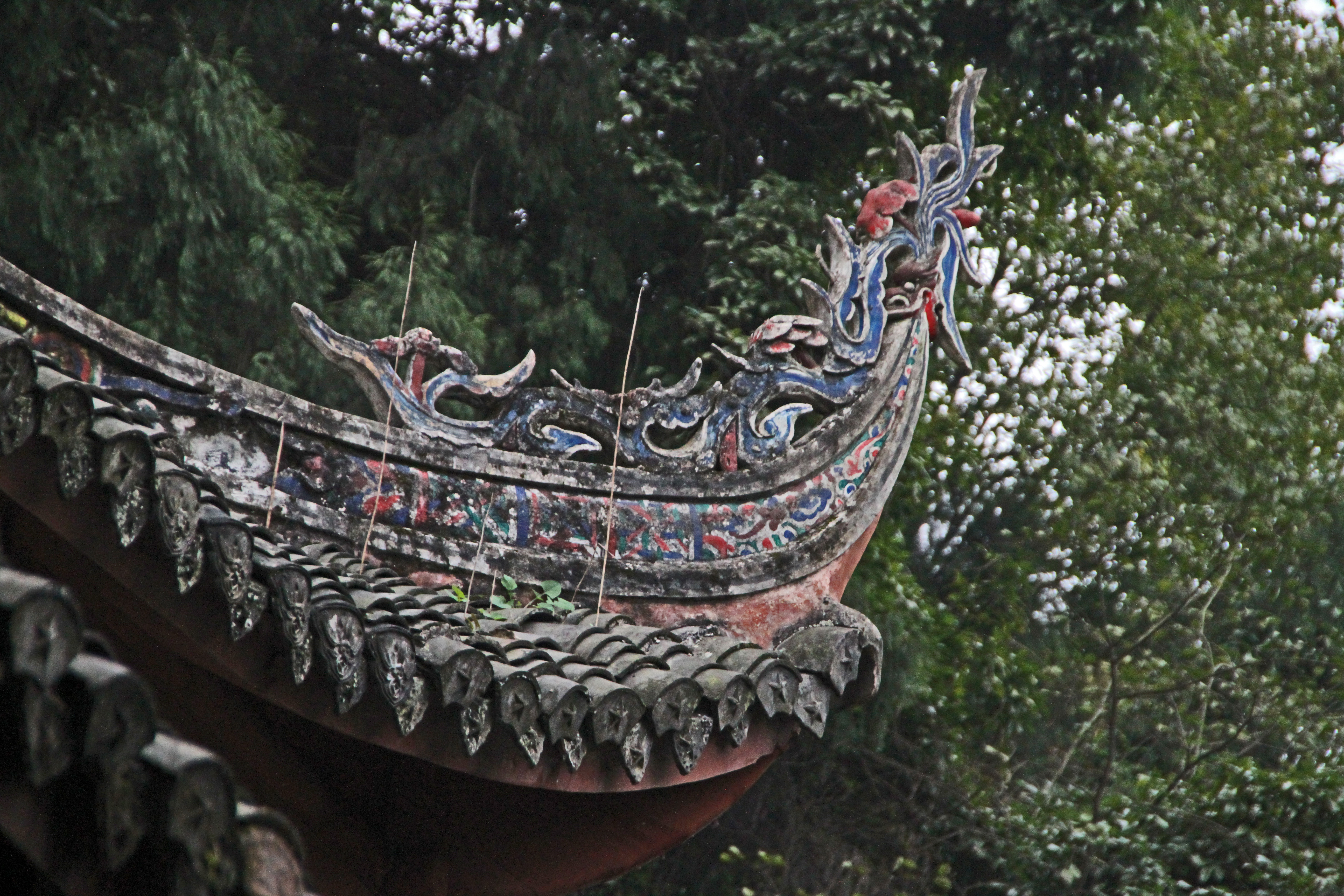
Гора Бэйшань
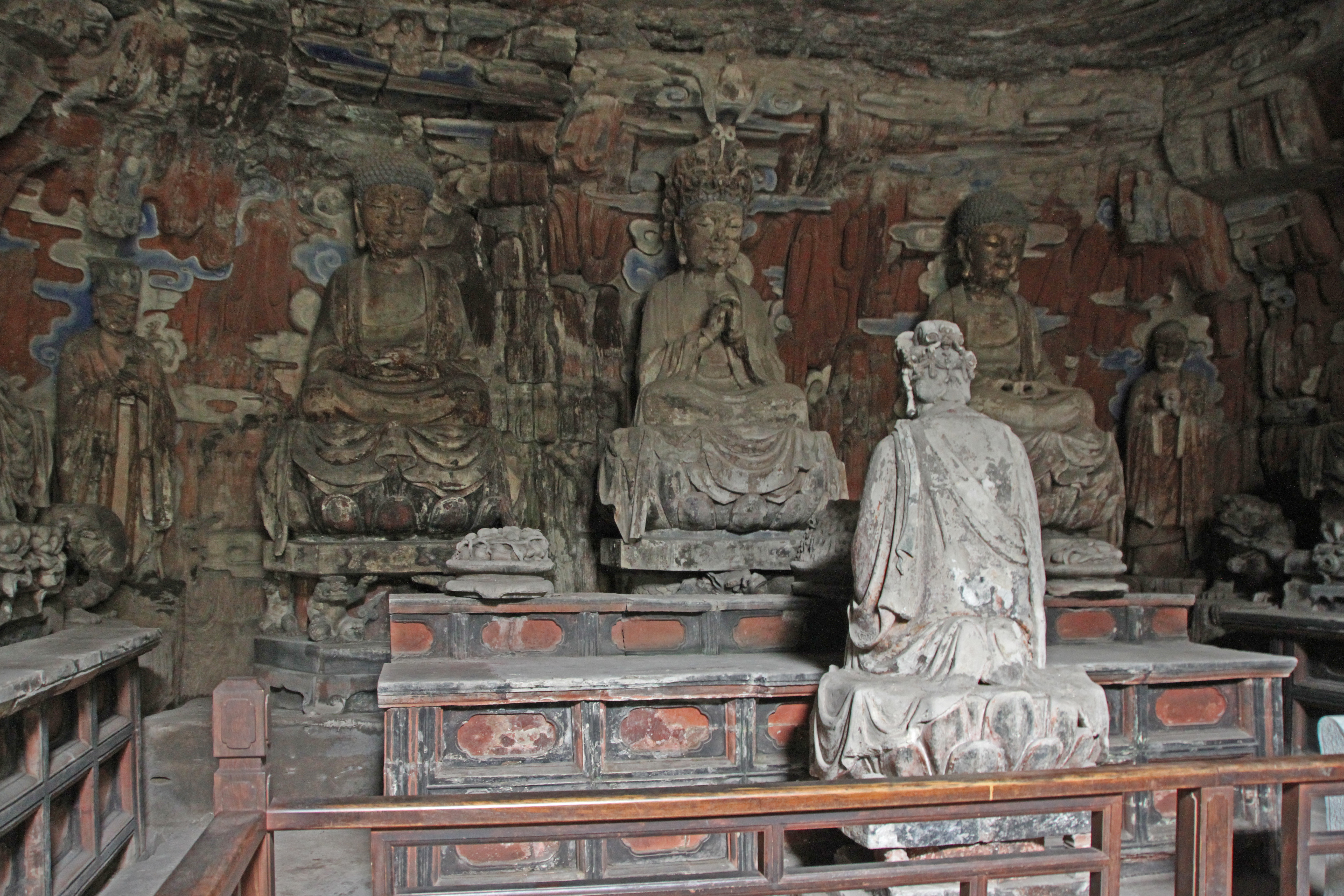
Гора Баодиншань
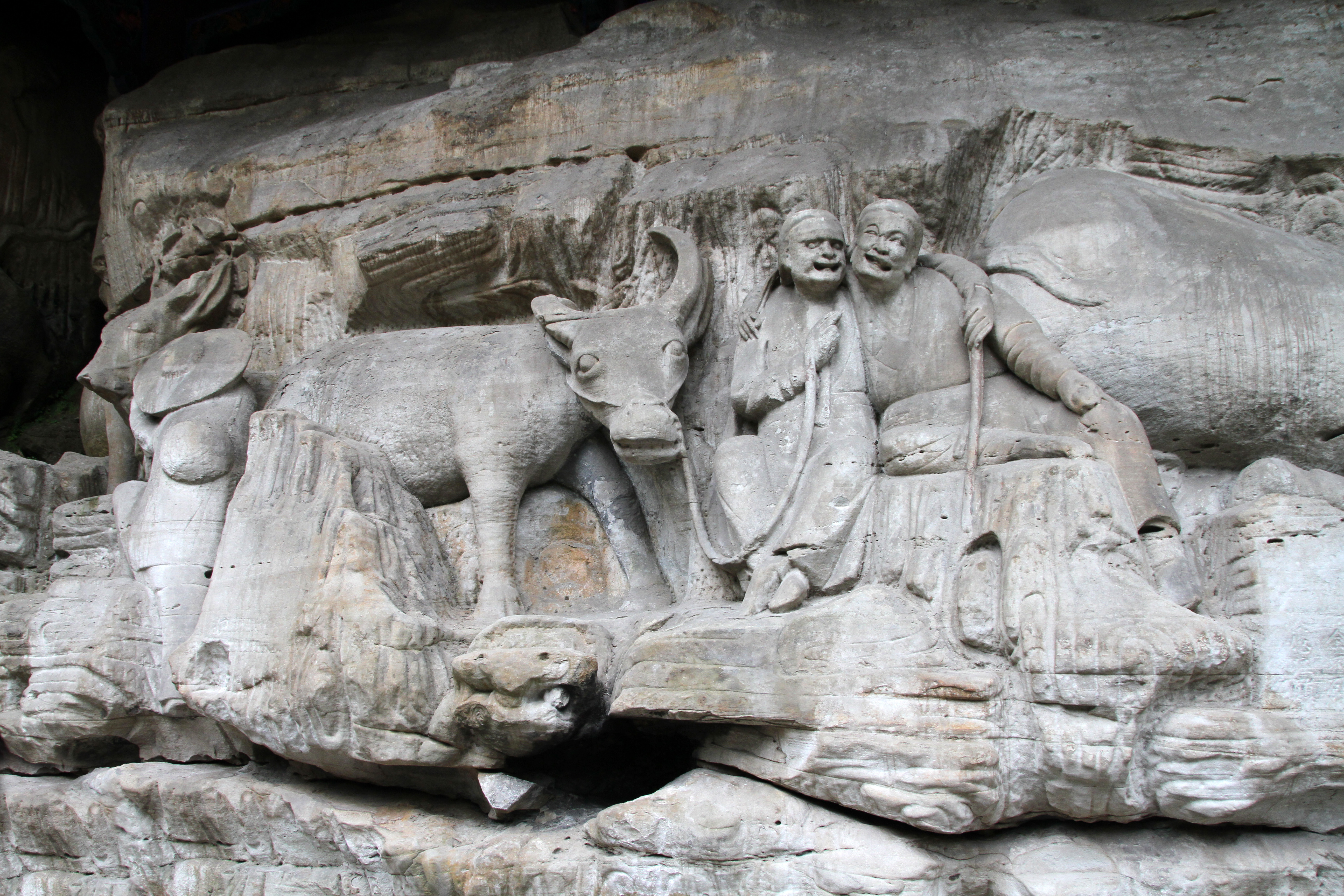
Гора Баодиншань
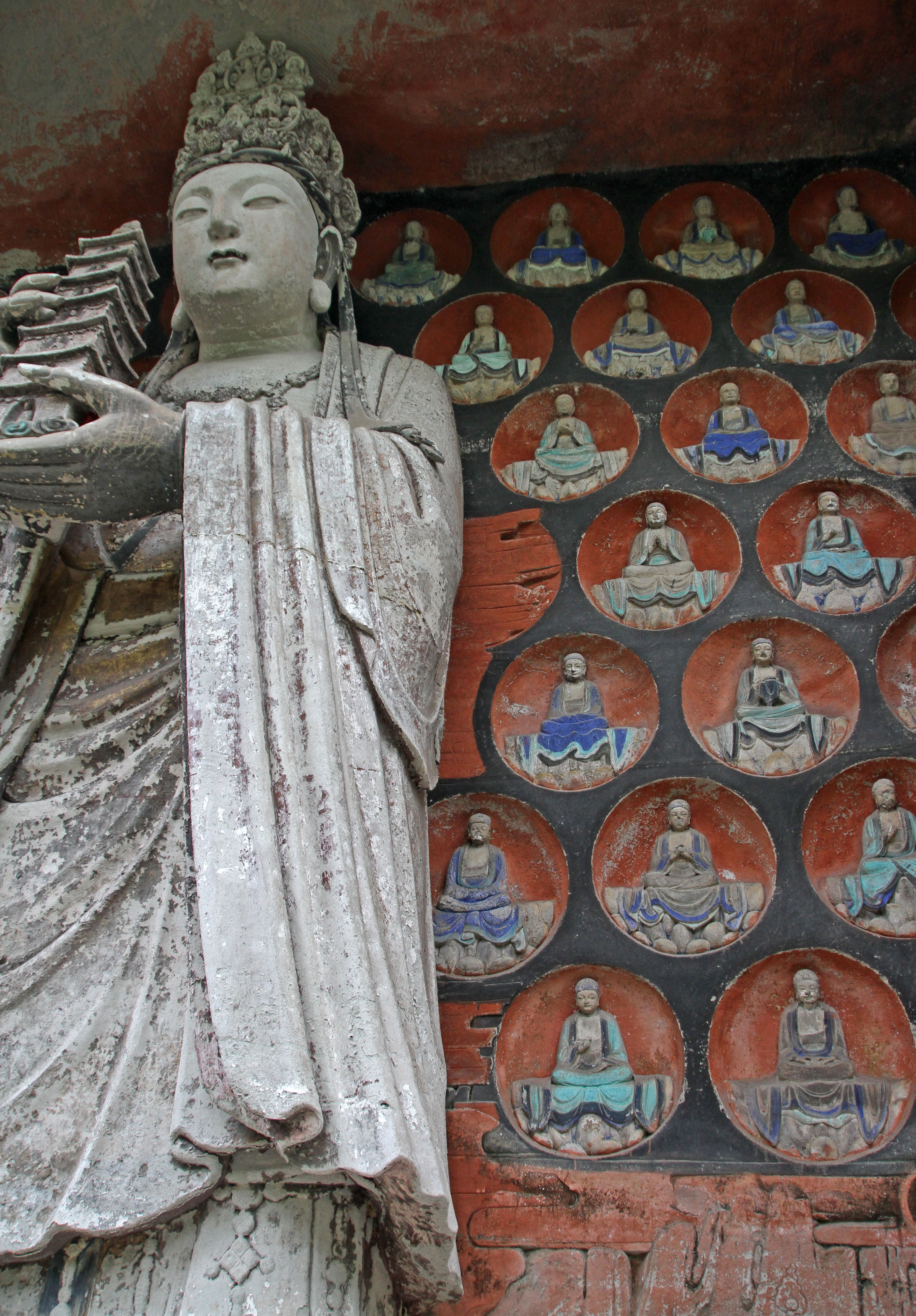
Гора Баодиншань
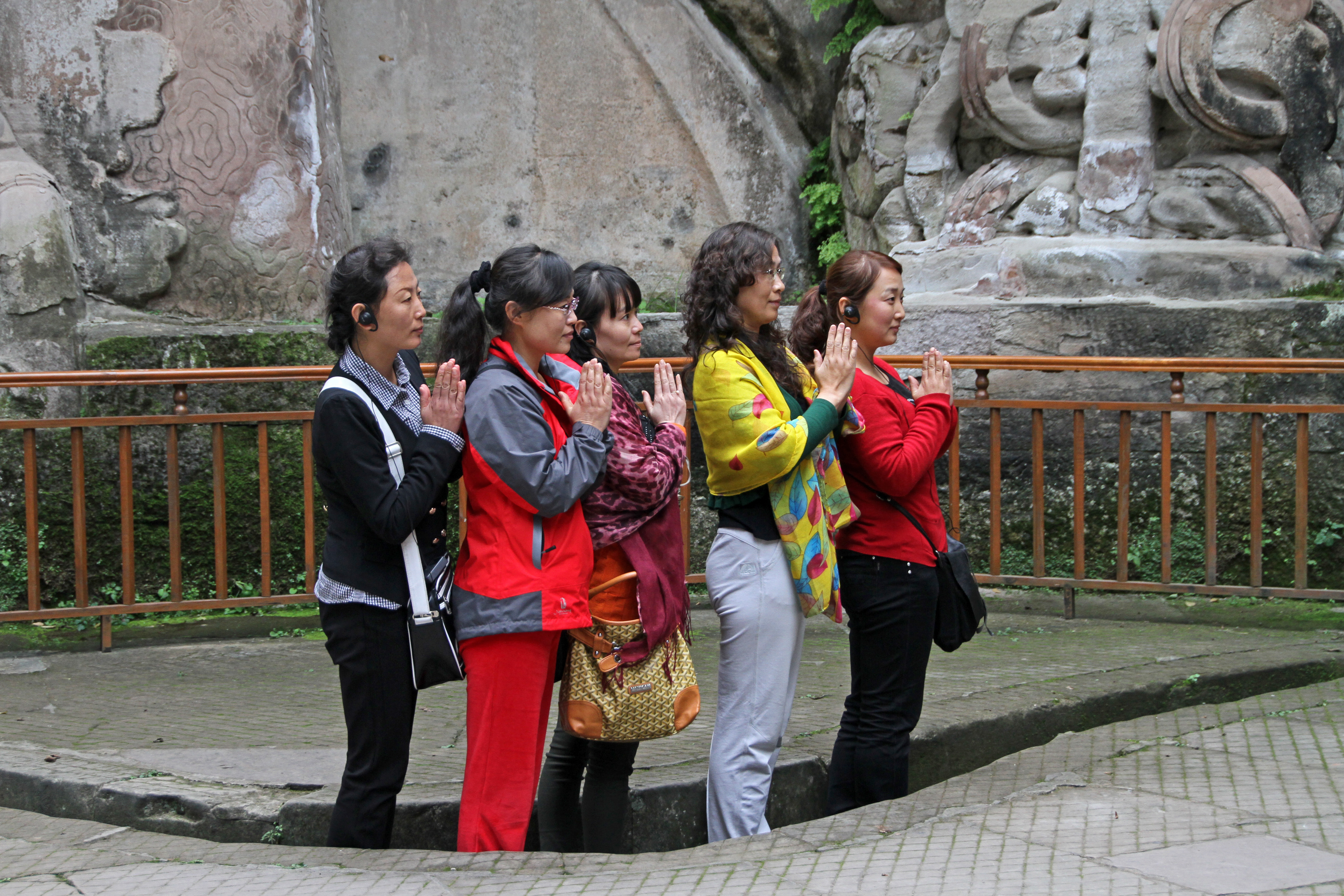
Гора Баодиншань
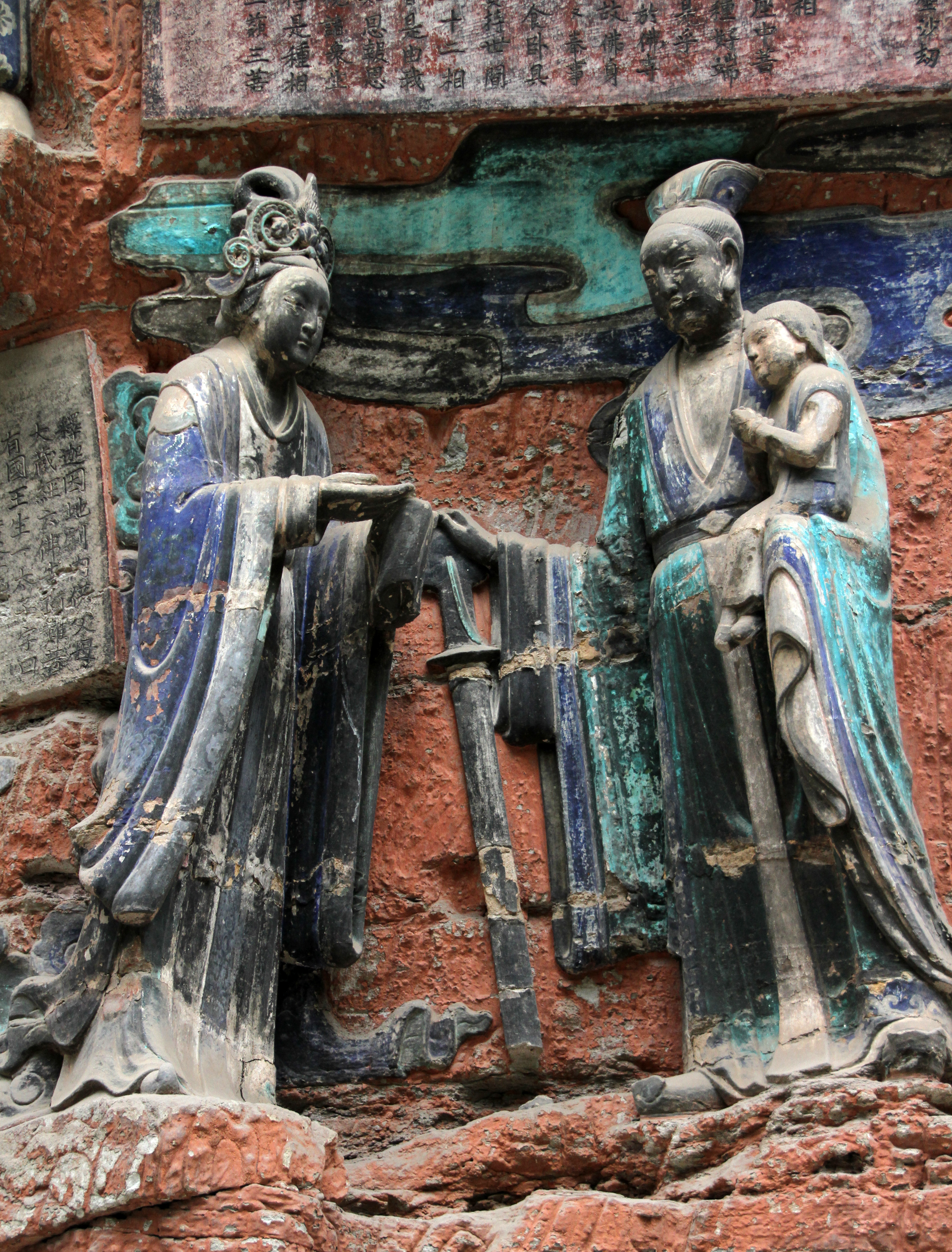
Гора Баодиншань
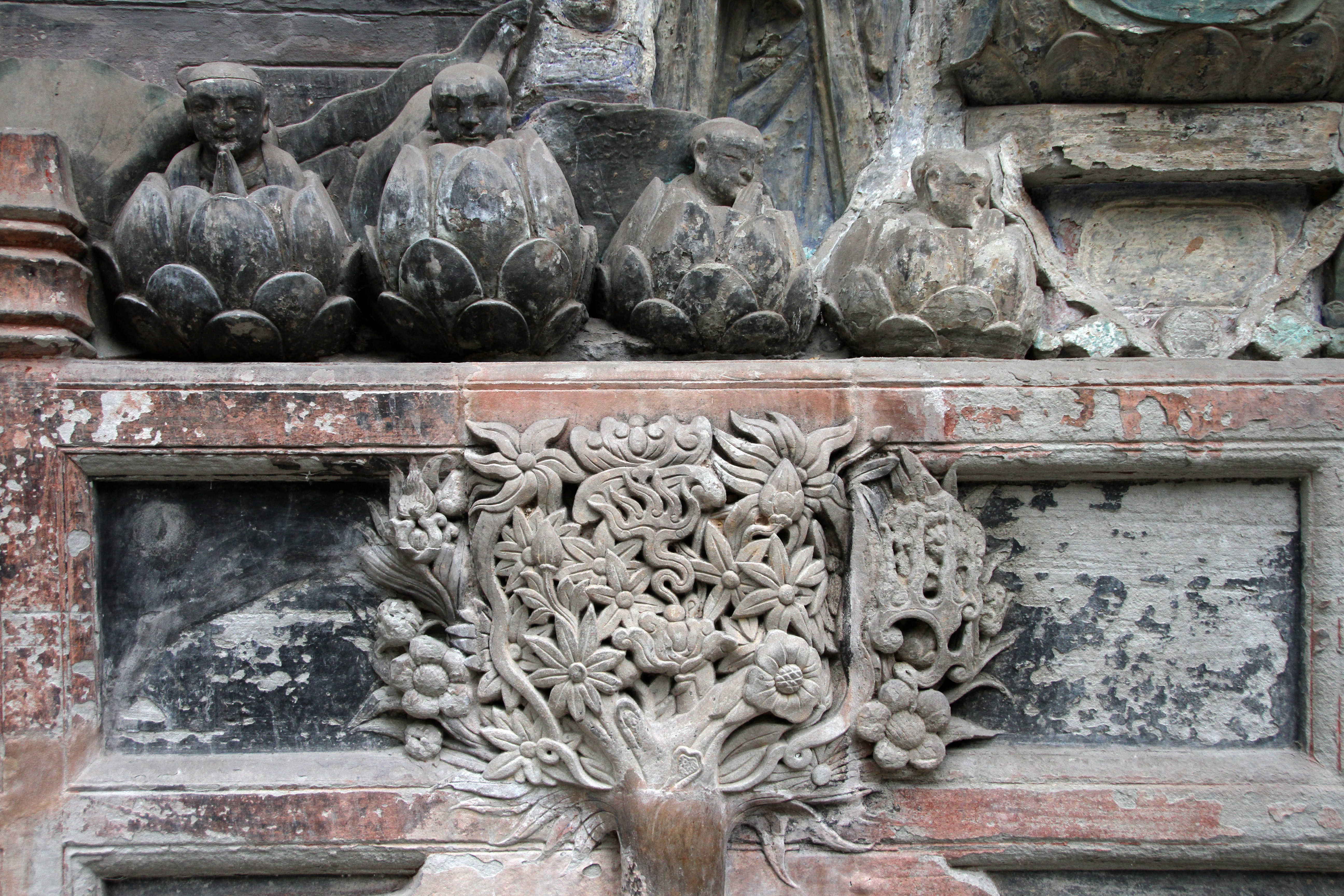
Гора Баодиншань
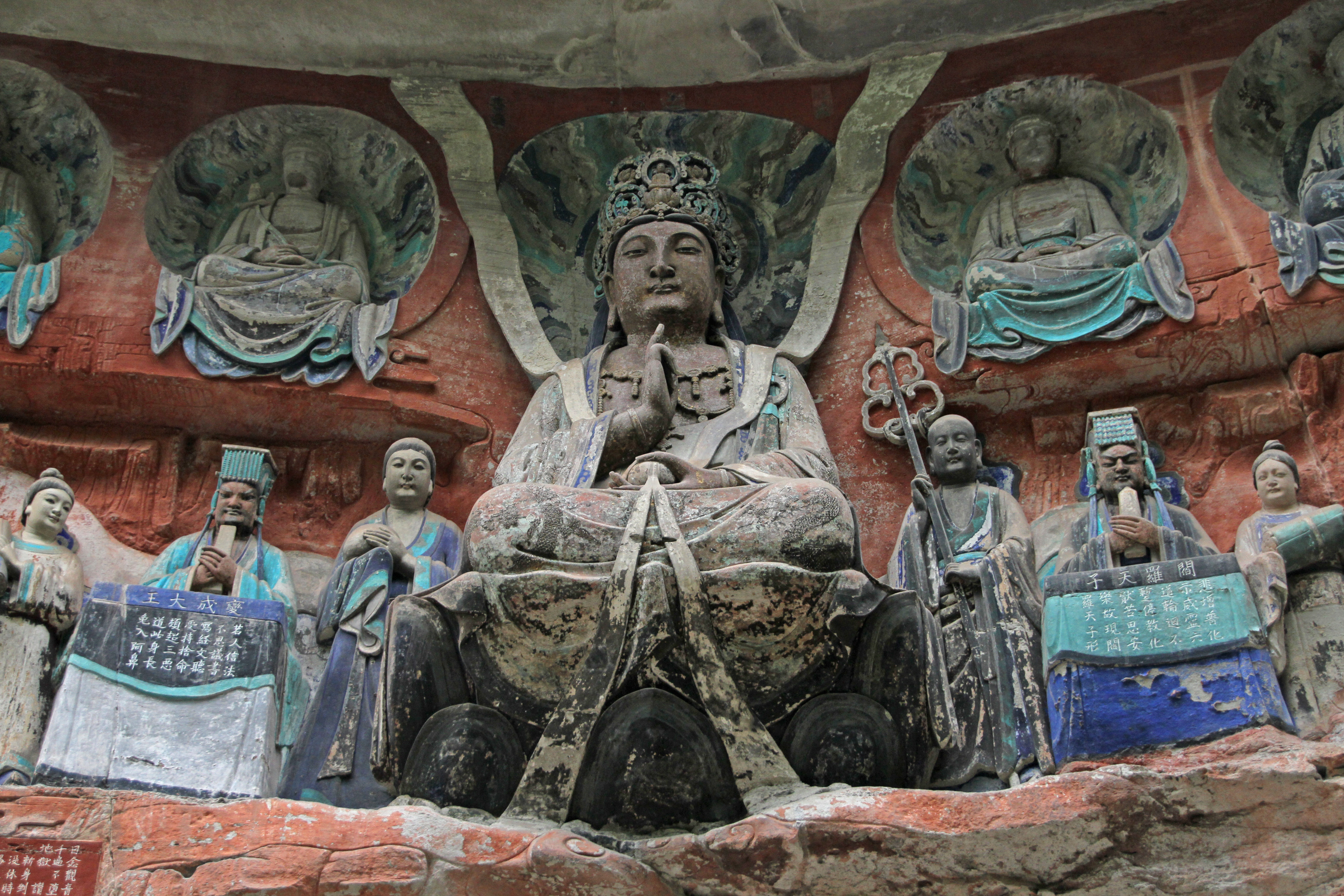
Гора Баодиншань